# Опушка (посёлок)
Опушка — поселок в Тукаевском районе Татарстана. Входит в состав Малошильнинского сельского поселения.

## География
Находится в северо-восточной части Татарстана на расстоянии приблизительно 4 км на запад от северной границы районного центра города Набережные Челны на берегу Нижнекамского водохранилища.

## История
Официально основан в 2011 году.